# يوكو ميتا
يوكو ميتا (三田 ゆう子 ميتا يوكو)، وُلدت باسم يوكو إيغوتشي (井口 友子 إيغوتشي يوكو) في 14 أغسطس 1954 في سيتاغايا، طوكيو، اليابان. هي مؤدية أصوات يابانية. معروفة بأدوار بيشوجو وأدوار صبيان صغار كثيرة. هواياتها هي كرة المضرب و‌التزحلق على الجليد.

## وصلات خارجية
- يوكو ميتا  في شبكة أخبار الأنمي (بالإنجليزية)
- يوكو ميتا على موقع IMDb (الإنجليزية)
- يوكو ميتا على موقع ميوزك برينز (الإنجليزية)
- يوكو ميتا على موقع أول موفي (الإنجليزية)
- يوكو ميتا على موقع قاعدة بيانات الفيلم (الإنجليزية)
- يوكو ميتا على موقع كينوبويسك (الروسية)
- يوكو ميتا على موقع ANN person (الإنجليزية)

 (بالإنجليزية)